# تمکرت
تمکرت (به فرانسوی: Tamaguert) یک شهرک در مراکش است که در استان حوز واقع شده‌است. تمکرت ۱۰٬۳۲۵ نفر جمعیت دارد.